# Rafael Chirbes Magraner
Rafael Chirbes Magraner   (Tavernes de la Valldigna, 27 de juny de 1949 - Beniarbeig, 15 d'agost de 2015) fou un escriptor en castellà i crític literari valencià, guanyador en dues ocasions del Premi de la Crítica de narrativa castellana, els anys 2007 i 2013 per Crematorio (2007) i En la orilla (2013), respectivament.

## Biografia
Des dels vuit anys va estudiar a col·legis d'orfes de ferroviaris. Als 16 se'n va anar a Madrid, on va estudiar història moderna i contemporània. Va viure al Marroc (on va ser professor d'espanyol), París, Barcelona, la Corunya, Extremadura, i l'any 2000 va tornar a València. Es va dedicar a la crítica literària durant un temps i posteriorment a altres activitats periodístiques, com les ressenyes gastronòmiques (en la revista Sobremesa) i els relats de viatges. La seua primera novel·la, Mimoun (1988), va resultar finalista del Premi Herralde i la seua obra La larga marcha (1996) va ser guardonada a Alemanya amb el Premi SWR-Bestenliste. Amb aquesta novel·la va iniciar una trilogia sobre la societat espanyola que abraça des de la postguerra fins a la Transició democràtica espanyola, que es completa amb La caída de Madrid (2000) i Los viejos amigos (2003). Amb Crematorio (2007), un retrat de l'especulació immobiliària, va rebre el Premi Nacional de la Crítica i el V Premi Dulce Chacón. La seua última novel·la, En la orilla (2013) també va rebre el Premi Nacional de la Crítica, així com el Premio Nacional de Narrativa. El jurat va considerar que era «una novel·la d'extraordinària construcció literària, que tractant de la realitat actual, no es limita al realisme, mostrant una riquesa formal i recursos poètics que el transcendeixen».
En moltes obres de l'autor es tracta obertament el tema de l'homosexualitat, encara que més que el sexe el que interessa és la necessitat d'afecte i de fugir de la solitud. Un testament significatiu en què aborda aquest tema, és el seu últim manuscrit Paris-Austerlitz, que va lliurar a l'editor Jorge Herralde pocs mesos abans de la seva mort.
A la mort del escriptor, la família i alguns amics crearen la Fundació Rafael Chirbes.

## Adaptació televisiva
Crematorio va ser portada a la pantalla petita el 2011 en una minisèrie de 8 capítols de Canal Plus, amb Pepe Sancho com a protagonista (en el paper del constructor Rubén Bertomeu). Va rebre crítiques excel·lents.

## Obres

### Novel·les
- Mimoun (1988)
- En la lucha final (1991)
- La buena letra (1992) [La bona lletra, traducció de Carles Mulet. Gandia: Lletra Impresa Edicions, 2018]
- Los disparos del cazador (1994)
- La larga marcha (1996)
- La caída de Madrid (2000)
- Los viejos amigos (2003)
- Crematorio (2007)
- En la orilla (2013)
- Paris-Austerlitz (2016)
- El año que nevó en Valencia (2018)

### Assaigs
- Mediterráneos (1997)
- El novelista perplejo (2002)
- El viajero sedentario (2004)
- Por cuenta propia (2010)
- Diarios (vol 1), a ratos perdidos 1 y 2 (2021)

## Premis
- 1988: Finalista del Premi Herralde amb Mimoun[cal citació]
- 1999: Premi alemany SWR-Bestenliste per La larga marcha
- 2003: Premi Cálamo "Libro del Año 2003" per Los viejos amigos
- 2007: Premi Cálamo "Libro del Año 2007" per Crematorio
- 2007: Premi Nacional de la Crítica per Crematorio
- 2008: Premi Dulce Chacón per Crematorio
- 2014 Premi Nacional de narrativa de les Lletres Espanyoles